# ۸۲۹ (خورشیدی)
۸۲۹ هشتصد و بیست و نهمین سال هجری خورشیدی است.